# Nothofagus fusca var. colensoi
Nothofagus truncata, o Nothofagus fusca var. colensoi, el haya dura, es una especie de árbol endémico de Nueva Zelanda, su nombre en maorí es tāwhai raunui o hututāwhai . Su nombre común deriva del hecho de que la madera tiene un alto contenido de sílice, haciéndola dura y difícil de aserrar.

## Descripción
El haya dura es un árbol de 30 m de alto creciendo en los bosques de tierras bajas y montañas subalpinas desde Lat. 35°S a 42°30'S, es decir, desde el norte de la Isla Norte a Marlborough y el sur de Westland en la Isla Sur. No se distribuye por el Monte Egmont. Las hojas son coriáceas, ampliamente ovadas y miden desde 2,5 a 4 cm de largo, y tienen de 8 a 12 pares de dientes burdamente redondeados. La corteza de gris oscuro es gruesa y surcada.  

## Taxonomía
Nothofagus fusca var. colensoi fue descrita por (Hook.f.) Cheeseman y publicado en Manual of the New Zealand Flora 641. 1906.
Etimología
Nothofagus: nombre genérico compuesto de notho = "falso" y Fagus = "haya", nombrándolo como "falsa haya".
truncata: epíteto latíno que significa "truncada"
Sinonimia
- Fagus fusca var. colensoi Hook.f.
- Fagus truncata Colenso
- Nothofagus truncata (Colenso) Cockayne[6][7]